# Eleccions legislatives letones de 1940
Les Eleccions legislatives letones de 1940 es van celebrar a Letònia el 14 i el 15 de juliol de 1940, al costat de les eleccions simultànies d'Estònia i Lituània. Les eleccions van seguir a l'ocupació soviètica dels tres països, i van ser manipulades. El Partit Comunista de Letònia va ser legalitzat i passo a nomenar-se "Bloc dels Treballadors". Va ser l'únic participant permès en l'elecció, després d'un intent d'incloure el Bloc Democràtic (una aliança de tots els partits letons, aleshores prohibits, també el Partit Socialdemòcrata Obrer Letó).
Junt amb els seus parlamentaris germans d'Estònia i Lituània, els acabats d'elegir diputats del Parlament del Poble es van reunir el 21 de juliol declarant la República Socialista Soviètica de Letònia, i es va sol·licitar l'admissió a la Unió Soviètica el mateix dia. La sol·licitud va ser aprovada pel govern soviètic, el 5 d'agost de 1940.

## Resultats
| Partit                          | Partit                          | Vots      | %     | Escons    |
| ------------------------------- | ------------------------------- | --------- | ----- | --------- |
|                                 | Bloc del Poble Treballador Letó | 1,155,807 | 97.84 | 100 / 100 |
|                                 | En contra                       | 25,516    | 2.16  | 0 / 100   |
| Total                           | Total                           | 1,181,323 | 100   | 100       |
| Votants registrats/participació | Votants registrats/participació | 1,246,216 | 94.8  | –         |
| Font: My Riga                   |                                 |           |       |           |